# Stuart Bennett
Stuart Bennett (* 11. September 1959) ist ein ehemaliger englischer Snookerschiedsrichter aus Barnsley, der ab 1990 für etwas mehr als zehn Jahre als professioneller Snookerschiedsrichter tätig war. In dieser Zeit leitete er unter anderem zwei Spiele mit einem Maximum Break und das Finale der UK Championship 2002.

## Karriere
Bennett wurde 1959 geboren und kommt aus Barnsley. In seiner Freizeit spielte er Snooker und erzielte dabei sogar ein 135er-Break. Sein Traum war zwar eine Karriere als Profispieler, letztlich hielt er diesen Berufsweg aber für unrealistisch und nahm deshalb eine Stelle bei dem Herrenausstatter Greenwood Menswear an. Dort stieg er bis zum Leiter einer Filiale in Castleford auf. In seiner Freizeit managte er eine kleine Band, in der seine Frau Klarinettistin war. Nebenher betätigte er sich verstärkt als Schiedsrichter und bekam 1985 die offizielle Zulassung. Anschließend leitete er verschiedenste Partien im englischen Amateursnooker. Anfang der 1990er öffnete sich das professionelle Snooker für Spieler aller Art. Da dadurch die Anzahl der Profispiele stieg, stieg auch der Bedarf an Schiedsrichtern. Dies nutzte Bennett und wurde professioneller Schiedsrichter. Wann genau er diesen Schritt machte, ist unklar. Der Weltverband gibt das Jahr 1990 an, die englische Zeitung The York Press nennt dagegen das Jahr 1991, in dem auch die ansprochene Öffnung des Profisnookers stattfand. In jedem Fall war er erst einmal nur in Teilzeit professioneller Schiedsrichter und behielt zunächst seine Anstellung bei Greenwood Menswear.
Zunächst leitete Bennett vor allem Qualifikationsspiele der umfangreichen Qualifikationsturniere, die durch die nach der Öffnung der Profiturniere erheblich gestiegene Anzahl der Profispieler bei fast allen Profiturnieren notwendig geworden waren. Ein erstes bedeutendes Spiel leitete Bennett in der Qualifikation des Grand Prix 1992, wo Ronnie O’Sullivan Jason Curtis mit 5:0 in 43 Minuten und 26 Sekunden besiegte und damit einen neuen Rekord für das schnellste professionelle Spiel im Modus Best of 9 Frames aufstellte. 1993 gab er seinen Job bei dem Herrenausstatter auf und bekam stattdessen vom professionellen Weltverband eine Vollzeitanstellung als Schiedsrichter. Sieben Jahre später leitete er kurz hintereinander zwei Maximum Breaks: von Stephen Maguire in der Qualifikation der  Scottish Open 2000 und von David McLellan bei der Benson and Hedges Championship 2000.
Für Anfang der 2000er-Jahre lassen sich auch erstmals die Leitung wichtiger Profispiele durch Bennett nachweisen. Anfang April leitete er das Endspiel der Scottish Open, anschließend wählte ihn der Weltverband als einen von mehreren Schiedsrichtern für die Hauptrunde der Snookerweltmeisterschaft im Crucible Theatre aus. Am Ende des Jahres leitete er bei der UK Championship das einzige Endspiel eines Triple-Crown-Turnieres in seiner Karriere. Im nächsten Jahr trat er erneut als Schiedsrichter in der Hauptrunde der Snookerweltmeisterschaft in Erscheinung. Das war sein letzter nachweisbarer Auftritt als professioneller Schiedsrichter; ungefähr zur gleichen Zeit beendete er seine Laufbahn als Schiedsrichter aufgrund der geringen finanziellen Entlohnung.